# Lijst van voetbalinterlands Estland - Kirgizië
Deze lijst van voetbalinterlands is een overzicht van alle officiële voetbalwedstrijden tussen de nationale teams van Estland en Kirgizië. De voormalige Sovjet-republieken speelden tot op heden twee keer tegen elkaar. De eerste ontmoeting was een vriendschappelijke wedstrijd op 15 november 2000 in Kuressaare. Het laatste duel, eveneens een vriendschappelijke wedstrijd, vond plaats in Tallinn op 11 juni 2013.

## Wedstrijden
| № | Plaats     | Datum            | Competitie        | Wedstrijd          | Uitslag |
| - | ---------- | ---------------- | ----------------- | ------------------ | ------- |
| 1 | Kuressaare | 15 november 2000 | Vriendschappelijk | Estland – Kirgizië | 1 – 0   |
| 2 | Tallinn    | 11 juni 2013     | Vriendschappelijk | Estland − Kirgizië | 1 − 1   |

## Samenvatting
| Competitie        | Totaal gespeeld | Winst Estland | Gelijk | Winst Kirgizië | Doelsaldo Estland – Kirgizië |
| ----------------- | --------------- | ------------- | ------ | -------------- | ---------------------------- |
| Vriendschappelijk | 2               | 1             | 1      | 0              | 2 − 1                        |
| Totaal            | 2               | 1             | 1      | 0              | 2 − 1                        |

Wedstrijden bepaald door strafschoppen worden, in lijn met de FIFA, als een gelijkspel gerekend.

## Details

### Eerste ontmoeting
De eerste ontmoeting tussen de nationale voetbalploegen van Estland en Kirgizië vond plaats op 15 november 2000. Het vriendschappelijke duel, bijgewoond door 800 toeschouwers, werd gespeeld in het Kuressaare Linnastaadion in Kuressaare, en stond onder leiding van scheidsrechter Oleg Timofeyev uit Estland. Hij deelde drie gele kaarten uit. Bij Estland maakte de Nederlandse bondscoach Arno Pijpers zijn debuut, evenals middenvelder Märt Kosemets van FC Flora Tallinn. Kirgizië telde vier debutanten: Vyacheslav Amin, Valery Bulgakov, Vyacheshav Pryanishnikov en Ilya Kovalenko.
| Vriendschappelijk (Kuressaare, Estland, 15 november 2000): |              | |
| Estland | 1 – 0        | Kirgizië |
| Aivar Anniste 55' | goals        | |
| Arno Pijpers | bondscoach   | Yevgeny Novikov |
| Mart Poom Teet Allas Andrei Stepanov Raio Piiroja Urmas Rooba 46' Aivar Anniste Janno Jürisson 65' Martin Reim Märt Kosemets Indrek Zelinski Kristen Viikmäe 87' | opstellingen | 46' Kiril Pryadkin Marat Dzhumakeev Vladimir Salo Igor Kudrenko 75' Vyacheslav Amin Aleksey Rybakov 55' Vladimir Chertkov 65' Valery Berezovsky Ruslan Dzhamshidov Sergej Ivanov Ilya Kovalenko |
| Erko Saviauk 46' Kert Haavistu 65' Mark Švets 87' | wissels      | 46' Zakir Dzhalilov 55' Vyacheshav Pryanishnikov 65' Azamat Ishenbaev 75' Valery Bulgakov |
| | gele kaarten | 64' Vladimir Chertkov 84' Azamat Ishenbaev 85' Valery Bulgakov |

### Tweede ontmoeting
| Vriendschappelijk (Tallinn, Estland, 11 juni 2013): |              | |
| Estland | 1 – 1        | Kirgizië |
| Sander Puri 45+2' | goals        | 66' Vadim Kharchenko |
| Tarmo Rüütli | bondscoach   | Sergey Dvoryankov |
| Artur Kotenko Tihhon Šišov Taavi Rähn Mikk Reintam 56' Taijo Teniste 63' Sander Puri 77' Sergei Mošnikov 70' Joel Lindpere Tarmo Kink 70' Sergei Zenjov Rimo Hunt 57'                        | opstellingen | Pavel Matiash Davron Askarov Talant Samsaliev Elijah Aryee 46' Faruh Abitov Ruslan Sydykov 65' Anatoli Vlasichev 76' David Tetteh Klod Kummaka 46' Mirlan Murzaev 46' Kaiumzhan Sharipov |
| Alo Bärengrub 56' Aleksandr Dmitrijev 57' Dmitri Kruglov 63' Martin Vunk 70' Vladimir Voskoboinikov 70' Siim Luts 77' Sergei Pareiko Enar Jääger Raio Piiroja Andrei Sidorenkov Igor Morozov | wissels      | 46' Islam Shamshiev 46' Artur Muladzhanov 46' Vadim Kharchenko 65' Tursunali Rustamov 76' Marat Adzhiniiazov Maksim Agapov Adil Bekbolotov Aziz Sydykov                                  |

EJL · A-internationals · Bondscoaches · Statistieken · Estisch vrouwenelftal · Olympisch elftal · Estland U21 · Estland U20 · Estland U19 · Estland U18 · Estland U17 · Estland U16
1920 – 1929 ·
1930 – 1939 ·
1940 – 1949 ·
1950 – 1990 · 
1990 – 1999 ·
2000 – 2009 ·
2010 – 2019 ·
2020 − 2029
OS 1924
1920 ·
1921 ·
1922 ·
1923 ·
1924 ·
1925 ·
1926 ·
1927 ·
1928 ·
1929 · 
1930 · 
1931 · 
1932 · 
1933 · 
1934 · 
1935 · 
1936 · 
1937 · 
1938 · 
1939 · 
1940 · 
1941 · 
1942 · 
1943 · 1944 · 
1945 · 
1946 · 
1947 · 
1948 · 
1949 · 
1950 – 1990 · 
1991 · 
1992 · 
1993 · 
1994 · 
1995 · 
1996 · 
1997 · 
1998 · 
1999 · 
2000 · 
2001 · 
2002 · 
2003 · 
2004 · 
2005 · 
2006 · 
2007 · 
2008 · 
2009 · 
2010 · 
2011 · 
2012 · 
2013 · 
2014 · 
2015 · 
2016 ·
2017 ·
2018 ·
2019 ·
2020
Albanië ·
Andorra ·
Angola ·
Antigua en Barbuda ·
Argentinië ·
Armenië ·
Azerbeidzjan ·
België ·
Bosnië-Herzegovina ·
Brazilië ·
Bulgarije ·
Canada ·
Chili ·
China ·
Cyprus ·
Denemarken ·
Duitsland ·
Ecuador ·
Egypte ·
El Salvador ·
Engeland ·
Equatoriaal-Guinea ·
Faeröer ·
Fiji ·
Filipijnen ·
Finland ·
Frankrijk ·
Georgië · 
Gibraltar ·
Griekenland ·
Hongarije ·
Hongkong ·
Ierland ·
IJsland ·
Indonesië ·
Irak ·
Israël ·
Italië ·
Jordanië ·
Kazachstan ·
Kirgizië ·
Kroatië ·
Letland ·
Libanon ·
Liechtenstein ·
Litouwen ·
Luxemburg ·
Malta ·
Marokko ·
Mexico ·
Moldavië ·
Montenegro ·
Nederland ·
Nieuw-Caledonië ·
Nieuw-Zeeland ·
Noord-Ierland ·
Noord-Macedonië ·
Noorwegen ·
Oekraïne ·
Oezbekistan ·
Oman ·
Oostenrijk ·
Polen ·
Portugal ·
Qatar ·
Roemenië ·
Rusland ·
Saint Kitts en Nevis ·
San Marino ·
Saoedi-Arabië ·
Schotland ·
Servië ·
Slovenië ·
Slowakije · 
Spanje ·
Tadzjikistan ·
Thailand ·
Trinidad en Tobago ·
Tsjechië ·
Turkije ·
Turkmenistan ·
Uruguay ·
Vanuatu ·
Venezuela ·
Verenigde Arabische Emiraten ·
Verenigde Staten ·
Vietnam ·
Wales ·
Wit-Rusland ·
Zweden ·
Zwitserland
KFU · 
A-internationals · 
Bondscoaches · 
Statistieken · 
Kirgizisch vrouwenelftal · 
Kirgizië U21 · 
Kirgizië U20 · 
Kirgizië U19 · 
Kirgizië U18 · 
Kirgizië U17
1990 – 1999 · 
2000 – 2009 · 
2010 – 2019 ·
2020 − 2029
1992 · 
1993 · 
1994 · 
1995 · 
1996 · 
1997 · 
1998 · 
1999 · 
2000 · 
2001 · 
2002 · 
2003 · 
2004 · 
2005 · 
2006 · 
2007 · 
2008 · 
2009 · 
2010 · 
2011 · 
2012 · 
2013 ·
2014 ·
2015 ·
2016 ·
2017 ·
2018 ·
2019 ·
2020 ·
2021 ·
2022 ·
2023 ·
2024
Afghanistan ·
Australië ·
Azerbeidzjan ·
Bahrein ·
Bangladesh ·
Cambodja ·
China ·
Estland ·
Filipijnen · 
India ·
Indonesië ·
Irak ·
Iran ·
Japan ·
Jemen ·
Jordanië ·
Kazachstan ·
Koeweit ·
Libanon ·
Macau ·
Malediven ·
Maleisië ·
Moldavië ·
Mongolië ·
Myanmar ·
Nepal ·
Noord-Korea ·
Oezbekistan ·
Oman ·
Pakistan ·
Palestina ·
Qatar ·
Rusland ·
Saoedi-Arabië ·
Singapore ·
Sri Lanka ·
Syrië ·
Tadzjikistan ·
Taiwan ·
Thailand ·
Turkmenistan ·
Verenigde Arabische Emiraten ·
Wit-Rusland ·
Zuid-Korea